# Obraz Matki Boskiej w Wejherowie
Matka Boża Wejherowska – obraz Matki Boskiej znajdujący się w kościele klasztornym św. Anny u oo. franciszkanów w Wejherowie.
Znajduje się w prawym bocznym ołtarzu. Został on tu umieszczony w II połowie XVII wieku. Autor tego dzieła to prawdopodobnie Andrzej Stech.
Obraz ten przedstawia Matkę Najświętszą, która w lewej ręce trzyma Dzieciątko Jezus, a w prawej złote berło. Twarz Maryi ma wyraziste rysy młodej, pięknej kobiety, zwróconej lekko w lewą stronę. Prawe ucho Najświętszej Panienki, ozdobionej jest złotym kolczykiem. Odsłonięte ucho sprawia wrażenie, jakby słuchała próśb wiernych.
Madonna ma długie, ciemne włosy, które opadają jej na ramiona. Ubrana jest w długą pofałdowaną suknię sięgającą, aż do stóp, czerwonokarminową szatę, przewiązana w pasie złocista wstęgą. Jej dekolt okala biała, udrapowana chusta, spod której wystaje koronka od sukienki. Ramiona Maryi okrywa pofałdowany, ciemnobłękitny płaszcz.
Stopy Matki Bożej depczą wijącego się na kuli ziemskiej węża, trzymającego w pysku gałązkę z jabłkiem.
Obok widoczny jest złoty róg półksiężyca z ludzką twarzą.
Dzieciątko Jezus podtrzymuje w swej lewej rączce błękitne jabłko królewskie ze złotym krzyżykiem i złotą opaską. W prawej natomiast trzyma czerwoną różę. Dzieciątko ubrane jest w prześwitującą, białą, cienką szatę, wykończoną czerwonym ornamentem. Na głowie Maryi i Jezusa umieszczone są złote korony, wysadzane kamieniami i małym krzyżykiem.
Cudowny Obraz Matki Bożej Wejherowskiej czczony jest jako uzdrowienie chorych na duszy i ciele.

## Kult Matki Bożej
Liczne wota umieszczone obok Obrazu Matki Bożej Wejherowskiej-Uzdrowienia Chorych na Duszy i Ciele, świadczą o wdzięczności wiernych za wysłuchanie ich próśb.
Wejherowo nazywane jest "Kaszubską Jerozolimą", lub "Kaszubskim Lourdes". Co roku do Wejherowa podążają tłumy wiernych.
W 1974 r. przed obrazem Matki Bożej Wejherowskiej w charakterze pielgrzyma modlił się Ks. Prymas Kardynał Stefan Wyszyński.
Obraz Matki Bożej Wejherowskiej został ukoronowany 5 czerwca 1999 r. przez Jana Pawła II podczas spotkania na sopockim hipodromie.

## Literatura
- o. Adam Ryszard Sikora - Koronacja obrazu Matki Bożej Wejherowskiej, MS Wejherowo 2000
- Regina Osowicka - Bedeker Wejherowski, Oficyna Czec Gdańsk 1996